# Kim Min-ji
Kim Min-ji (ur. 25 maja 1985 w Seulu w Korei Południowej) – południowokoreańska siatkarka, grająca jako przyjmująca. Obecnie występuje w drużynie GS Caltex.